# Kopua
Kopua is een geslacht van straalvinnige vissen uit de familie van schildvissen (Gobiesocidae).

## Soorten
- Kopua japonica Moore, Hutchins & Okamoto, 2012[2]
- Kopua kuiteri Hutchins, 1991
- Kopua nuimata Hardy, 1984